# فتور (فلم)
فتور فيلم درامي رومانسي هندي لعام 2016 من إخراج ابهيشيك كابور. وكتبه مع سوبراتيك سين من إنتاج سيدهارت روي كابور المقتبسة من الرواية العالمية للكاتب الإنجليزي تشارلز ديكنز "آمال عظيمة"، الفيلم من بطولة أديتيا روي كابور وكاترينا كيف وتابو في الأدوار الرئيسية، بدأ التصوير في كشمير في نوفمبر 2014. تم إصدار الفيلم في 12 فبراير 2016.

## القصة
قصّةُ حبِّ عاطفيةِ مقتبسه من رواية شارليز ديكنز الكلاسيكية، “Great Expectations”

## البطولة
- كاترينا كيف بدور فردوس
- أديتيا روي كابور بدور نور
- تابو بدور بيغم

## التصوير
سيبدأ التصوير في أغسطس. وسيتم تصوير الفيلم في العديد من المواقع شمال الهند بما في ذلك كشمير ودلهي، بالإضافة إلى وجهات دولية.

## روابط خارجية
- مقالات تستعمل روابط فنية بلا صلة مع ويكي بيانات